# 1981 en Algérie
Chronologie de l’Algérie
- 1977
- 1978
- 1979
- 1980
- 1981
- 1982
- 1983
- 1984
- 1985

Cet article présente les faits marquants de l'année 1981 en Algérie ou relatifs à l'Algérie; datation selon le calendrier grégorien.

## Événements
- 19 janvier : accords d’Alger négociés par le gouvernement algérien entre les États-Unis et la république islamique d’Iran pour résoudre la crise iranienne des otages[1].
- 19 mai : lors de la journée de l'étudiant, des incidents font plusieurs dizaines de blessés. cette journée comémore l'appel à la grève lancé en 1956[2].
- 2 juillet : plusieurs membres du bureau politique du F.L.N. sont exclus dont Abdelaziz Bouteflika et Mohamed Salah Yahiaoui 2 juillet 1981 Algérie, après trois jours de débats lors d'une session du comité central[2].
- 30 novembre-1er décembre : visite officielle du président français François Mitterrand à Alger[2].

## Sports

### Basket-ball
- Coupe d'Algérie de basket-ball 1980-1981
- Coupe d'Algérie de basket-ball 1981-1982

### Football
- Équipe d'Algérie de football en 1981
- Championnat d'Algérie de football 1980-1981
- Championnat d'Algérie de football 1981-1982
- Championnat d'Algérie de football de deuxième division 1980-1981
- Championnat d'Algérie de football de deuxième division 1981-1982
- Coupe d'Algérie de football 1980-1981
- Coupe d'Algérie de football 1981-1982
- Saison 1981-1982 de l'USM Alger
- Saison 1981-1982 de la Jeunesse électronique de Tizi Ouzou

## Culture

### Cinéma
- Les Aventures d'un héros (titre original : مغامرات بطل, Mughamarat batal), long métrage algérien réalisé en 1978 par Merzak Allouache, avec Mustapha Djadjam, Mustapha El Anka, Hadj Smaine et Abou Djamel.
- La Faim du monde, film documentaire franco-algérien réalisé par Théo Robichet, sorti en 1981.

## Naissances en 1981
- Naissance en Algérie en 1981

## Décès en 1981
- Décès en Algérie en 1981